# المازين
المَحصَن (بالإسبانية: Almazán)‏ هي بلدية تقع في محافظة سوريا، (بالإسبانية: Soria)‏، وبحسب الإحصاءات التي أجريت في عام 2004 كان عدد السكان 5,755.

## أعلام
- تيرسو دي مولينا